# フレンチ・ハウス
フレンチ・ハウス (French house) は、多くのフランス人アーティストによって作られるハウス音楽、1990年代後半2000年代のヨーロッパのダンス音楽シーンの人気の要素とユーロ・ディスコの形の包括的な呼称である。フランス本国ではフレンチ・タッチ (French touch) と呼ばれている。このジャンルは、長年にわたって「ニュー・ディスコ」（表記はNeu-disco。2000年代のジャンル「ニュー・ディスコ (Nu-disco)」とは異なる）、「フレンチ・タッチ」、「フィルター・ハウス」と「テックファンク」とも呼ばれた。サウンドの典型的な特徴は、1970年代後半から1980年代前半にかけてのアメリカやヨーロッパのディスコの楽曲からのサンプリング（又はそのようなサンプルからの影響を強く受ける独自のフック）と、オーディオ・フィルターやフェイザーに対する重い信頼で成り立っている。このジャンルで成功した著名なミュージシャンにはダフト・パンク、カッシアスやエティエンヌ・ドゥ・クレシーがいる。この流派の殆どの楽曲の特徴は四分の四拍子で110 BPMから130 BPMまでのテンポである。

## 歴史
フレンチ・ハウスは、アメリカのディスコやダンス・ミュージック、ユーロ・ディスコスペース・ディスコなどの影響を受けている。スペース・ディスコはセルローヌ、スペースやシェイラといったアーティストが1970年代後半から1980年代前半にかけてフランスで非常に人気があった。Pファンク、ジョージ・クリントンやブーツィー・コリンズの当時のヒット曲からも影響を受けている。Pファンクは、ディスコ・デモリッション・ナイト事件がアメリカで起きたときに、フランスの多くのディスコで、ディスコ・ミュージックと共に演奏された。シカゴ・ハウスのジャッキングな側面は（イギリスでのサウンドを指し示す為の短命に終わった呼称「ジャック・ハウス」を使って）同様に組織化する主題としても取り上げられた。
ルーレというレーベルから発売されたトーマス・バンガルターの楽曲がフレンチ・ハウスの特有のスタイルを作る最初期の具体例だと考えられ得る。ダフト・パンクやスターダストのメンバーとしての仕事と同時並行で作られた彼のソロの作品が1990年代半ばから後半にかけてフレンチ・ハウスのシーンに絶大な衝撃を与えた。フランス人デュオモーターベース（Philippe Zdar、後のカッシアス、とエティエンヌ・ドゥ・クレシーからなる）が、DJスニーク、グリーン・ベルベットやロジャー・サンチェスといった新進のアメリカのハウスのプロデューサーからインスパイアされて、主にサンプルとオーディオ・フィルタを通してループを用いて楽曲を作ったアーティストとしてフランスで第一人者にもなった。パリのプロデューサーサン・ジェルマンは同時期に類似したスタイルでハウスの楽曲を作ったが、当時作られていたブラッシュなヴォーカルのディスコ・レコードと対照的にジャズから直接影響を受けた。一方フランソワ・ケボーキアンやローラン・ガルニエのような他の名の知られたフランスのDJ・プロデューサーは新生のフレンチ・ハウスのレーベルから距離を置いていた。
最初のフレンチ・ハウスの実験は1990年半ばにイギリスのダンス・ミュージックを扱った新聞やヨーロッパのDJによって暖かく受け入れられたが、大きな商業的成功は1997年になるまで発生しなかった。ダフト・パンク、カッシアスや後のスターダストがこのジャンルで最初の国際的に成功したアーティストになった。エールと共にこれらのアーティストはヴァージン・レコードと契約し、スパイク・ジョーンズ、ミシェル・ゴンドリーやアレックス・アンド・マーティンの類似した作品によって監督された特有のミュージック・ビデオから利益を得た。巨大なクラブ・シーンと大きなレコード会社の支持から発生した熱狂により、ダフト・パンクのデビューアルバム『Homework』はイギリスのアルバム・チャートのトップ10に入り、彼らはジャン・ミッシェル・ジャール以来英国での売上最大となるフランス人による音楽活動になった。影響力のあるイギリスの市場に於いてダンス・ミュージックの人気が一般的な電子音楽で商業的に絶頂期にあったので、フレンチ・サウンドが出現した時は丁度良いタイミングだった。
ボブ・サンクラー、エティエンヌ・ドゥ・クレシー、ベンジャミン・ダイアモンド、そしてモジョといったアーティストによって、ヨーロッパ中で更なる国際的な商業的成功が2000年になっても続いた。2005年後半には、ポップスのスーパースターマドンナがアルバム『Confessions on a Dance Floor』をリリースした。この中の一部の楽曲はフレンチ・ハウスから大きく影響を受けている。

「フレンチ・ハウス」という呼称は1999年のクリスマスの休暇期間中にMTVで最初に使用された。いわゆる「フレンチ・ハウス・エクスプロージョン」という現象を説明する為にMTVニュース特番で使用された。ボブ・サンクラーがエールやカッシアスと同様にインタビューに答えた。このニュース特番はMTVの全世界の局で後に放送され、「フレンチ・ハウス」という呼称を主流派の聴衆に紹介した。
それ（1996年–2000年）に先立ち、フレンチ・ハウスはヨーロッパの人々の間で「ニュー・ディスコ」、「ディスコ・ハウス」として言及される様になっていた。しかしながら、「フレンチ・タッチ」という呼称は音楽ジャーナリストマーティン・ジェイムスによって、今では存在しない週刊誌『メロディ・メイカー』の1996年のスーパー・ディスカウントEPのレビューで最初に使われた。この用語はフランスのメディアの間で好意的に使用され、1998年までにイギリスのジャーナリズムでも広く使われる様になった。マーティン・ジェイムスは後にフランスの新聞「リベラシオン」とラジオ局NRJによって、フレンチ・ハウスの現象に「フレンチ・タッチ」という名を付けたジャーナリストとして認められた。
その頃のニュー・ディスコの最大マーケットの一つはギリシャであり、特にアテネだった。ディスコボールという名の地元のレコード店がレコードをフランスから直接輸入し、シティ・グルーヴの様な中流派のクラブが1998年から2001年までこのジャンルに完全に貢献した。ギリシャでは、この音楽様式は「ディスコ・ハウス」として売り込まれた。同じ時期に、ディスコ・ハウスはカナダで成功し始めた。1999年には多くのイベントがスペインのイビサ島でも開催され、イギリスの観光客に非常に人気がある目的地であった。イビサ島では、ディスコ・ハウスは後に別の方向に向かい、UKガラージ（1990半ばの音楽スタイル）からのヴォーカルなどの要素と、現地のラテン的な雰囲気が取り入れられた。2007年までには、多くのアンダーグラウンドなディスコ・ハウスの曲はイビサ派に所属した。
フレンチ・ハウスは本質的には三種類の様式の結合である。第一の様式はフランス人が今でも「フレンチ・タッチ」と呼んでいるもので、スペース・ディスコのサウンドに大きく影響を受けている。第二の様式はユーロディスコが継承や更新されたもので、アレック・R・コンスタンディノスの作品に大きく影響を受けている。第三の様式はサンプルや反復される「ファンキー」なフックの同様の扱いに明確なディープなアメリカのハウスの様式とされる。当然ながら更に多くの種類が登場し浮き沈みが続いた。フレンチ・ハウスは「スペース・ディスコ」のテーマよりもユーロ・ディスコの様なヴォーカルに重点を置くことで、確立された「フレンチ・タッチ」を堅実に保っている。しかし、この音楽において最も成功したミュージシャンの大部分は、その後自身のサウンドを変更した。大ヒット曲「World, Hold On」（SFをテーマに据えた映像が制作された）を含むボブ・サンクラーの後の作品は、本来のフレンチ・ハウスのサウンドからは遠い距離を取った。ダフト・パンクとエティエンヌ・ドゥ・クレシーの双方は、

フレンチ・ハウスはベニー・ベナッシに対し、自身の「テック・ハウス」（tek-house。「パンピング・ハウス」としても知られる）という音楽スタイルを形成する上で影響を与えた。その短命に終わった音楽スタイルは2002年から2004年まで、ベナッシ・ブラザーズ、ロイヤル・ジゴロスやシャナ・ヴァンガルドといったアーティストとともにヨーロッパで非常に人気があった。2007年の間にテック・ハウスとフレンチ・ハウスとのクロスオーバーがフランスの音楽市場に登場したが、限定的な成功に終わった（M6Musicチャンネル、W9やNRJ Musicで宣伝された）。これらのヒットの大半は2000年代のエレクトロ・ハウスにリミックスされ、エレクトロ・ダンス（テクトニック）と呼ばれる新しく登場したダンス・スタイルとともに主流派の聴衆に届けられた。

## フレンチ・ハウスに関連するアーティスト
- アラン・ブラックス（英語版）
- ボブ・サンクラー
- カッシアス（英語版）
- コスモス
- ダフト・パンク
- デイヴ・アームストロング（英語版）
- DJ ファルコン（英語版）
- エティエンヌ・ドゥ・クレシー（英語版）
- ジャスティス
- マデオン
- マーティン・ソルヴェイグ
- セバスティアン・レジェ（英語版）
- スターダスト（英語版）
- ザ・ワンズ（英語版）
- トゥゲザー（英語版）

## フレンチ・ハウスに関連するレコードレーベル
- Black Jack[5]
- ブロマンス・レコーズ（フランス語版）
- クリダムール（英語版）
- DaftCrew[6]
- DeeTease Wax[7]
- エド・バンガー・レコード
- Grand Prix[8]
- キツネ
- Riviera[9]
- ルーレ（英語版）
- Subkroniq[10]
- ヴァーティゴ
- イエロー・プロダクションズ（英語版）